# Festival international du film indépendant de Bordeaux 2013
La deuxième édition du Festival international du film indépendant de Bordeaux s'est déroulée du 3 au 9 octobre 2013.
Les séances se sont déroulées dans Utopia Saint-Siméon, l'UGC Ciné Cité (ouverture du festival), et au tnba (séance de clôture).
La deuxième édition a été présidée par Anne Parillaud. Le reste du jury était composé de Jonathan Caouette, Vimukthi Jayasundara, Santiago Amigorena et Julie Depardieu.
À la sélection de cette édition se sont ajoutés un focus Grèce, une rétrospective de la carrière de Roman Polanski, et un focus Japon, où Katsuya Tomita étais mis à l'honneur.
En 2013, ce sont près de 8 500 spectateurs qui se sont rendus au festival.

## Compétition

### Longs-métrages
| Titre           | Réalisation                     | Distribution                                                            | Pays                            |
| --------------- | ------------------------------- | ----------------------------------------------------------------------- | ------------------------------- |
| Mister John     | Joe Lawlor                      | Aidan Gillen, Claire Keelan, Zoe Tay                                    | Royaume-Uni, Irlande, Singapour |
| Die Welt        | Alex Pitstra                    | Abdelhamid Naouara, Mohsen Ben Hassen, Ilse Heus, Judith van der Meulen | Tunisie, Qatar                  |
| Nina            | Elisa Fuksas                    | Diane Fleri, Luca Marinelli, Ernesto Mahieux, Luigi Catani              | Italie                          |
| Tonnerre        | Guillaume Brac                  | Vincent Macaigne, Solène Rigot, Bernard Ménez                           | France                          |
| Blue Ruin       | Jeremy Saulnier                 | Macon Blair, Devin Ratray, Amy Hargreaves                               | États-Unis                      |
| Les Interdits   | Philippe Kotlarski et Anne Weil | Soko, Jérémie Lippmann, Vladimir Friedman, Ania Bukstein                | France                          |
| 12 O'Clock Boys | Lofty Nathan                    | N-B                                                                     | États-Unis                      |
| Marussia        | Eva Pervolovici                 | Dinara Drukarova, Marie-Isabelle Shteynman, Dounia Sichov               | France, Russie                  |

### Courts-métrages
| Titre                        | Réalisation                | Distribution                                              | Pays         |
| ---------------------------- | -------------------------- | --------------------------------------------------------- | ------------ |
| 45 Degrees                   | Georgis Grigorakis         | Stelios Ksanthoudakis, Yiannis Tsortekis, Eleutheria Komi | Grèce        |
| The Dark                     | Justin P. Lange            | Lex Friedman, Daniel Angeles                              | États-Unis   |
| La Nuit de l'Ours            | Sam et Fred Guillaume      | N-B                                                       | Suisse       |
| Trunk                        | Kim Hyeoncheol             | Park Yeong, Lee Junhyeok, Lee Suyoen, Han Yeongeun        | Corée du Sud |
| Les Lézards                  | Vincent Mariette           | Vincent Macaigne, Benoît Forgeard                         | France       |
| Braise                       | Hugo Frassetto             | N-B                                                       | France       |
| Best If Used By              | Aemilia Scott              | Aemilia Scott, Christian Stolte, Will Zahrn, Peggy Roeder | États-Unis   |
| Men of the Earth             | Andrew Kavanagh            | Albert Goikhman, Bernie J. Egan, Frank Handrum            | Australie    |
| Bydlo                        | Patrick Bouchard           | N-B                                                       | Canada       |
| Eskimo                       | Mariia Ponomarova          | Efremov Evgeniy, Kalashnikova Iryna, Primogenov Oleg      | Ukraine      |
| The Last Time I Shaw Richard | Nicholas Verso             | Toby Wallace, Cody Fern, Brian Lipson, Melissa Godbold    | Australie    |
| Rogalik                      | Pawel Ziemilski            | N-B                                                       | Pologne      |
| Comme des lapins             | Osman Cerfon               | N-B                                                       | France       |
| Atlantic Avenue              | Laure de Clermont-Tonnerre | Brady Corbet, Léopoldine Huyghues-Despointes              | France       |

## Hors-compétition

### Séances spéciales
| Titre                        | Réalisation                                                            | Distribution                                                                      | Pays   |
| ---------------------------- | ---------------------------------------------------------------------- | --------------------------------------------------------------------------------- | ------ |
| L'Enclos du temps            | Jean-Charles Fitoussi                                                  | Théophile Gady, Valentine Krasnochok, Gabrielle Passera Chevallier, Bruno Passera | France |
| Le Quepa sur la vilni !      | Yann Le Quellec                                                        | Bernard Menez, Maxime Dambrin, Finnegan Oldfield, Alix Bénézech                   | France |
| Antoine Antoine Antoine      | Nicolas Ruffault avec la collaboration artistique de Philippe Katerine | N-B                                                                               | France |
| Nos héros sont morts ce soir | David Perrault                                                         | Denis Ménochet, Jean-Pierre Martins, Constance Dollé, Philippe Nahon              | France |

### FERRARA versus PASOLINI
| Titre                           | Réalisation         | Distribution                                                                        | Pays                       |
| ------------------------------- | ------------------- | ----------------------------------------------------------------------------------- | -------------------------- |
| L'Évangile selon saint Matthieu | Pier Paolo Pasolini | Enrique Irazoqui, Margherita Caruso, Susana Pasolini, Marcello Morante              | Italie                     |
| La Ricotta                      | Pier Paolo Pasolini | Orson Welles, Mario Cipriani, Laura Betti, Edmonda Aldini                           | Italie                     |
| Mary                            | Abel Ferrara        | Juliette Binoche, Forest Whitaker, Matthew Modine, Heather Graham, Marion Cotillard | France, Italie, États-Unis |
| The Addiction                   | Abel Ferrara        | Lili Taylor, Christopher Walken, Annabella Sciorra, Edia Falco                      | États-Unis                 |

### Rétrospective Roman Polanski
| Titre                  | Réalisation    | Distribution                                             | Pays        |
| ---------------------- | -------------- | -------------------------------------------------------- | ----------- |
| Répulsion              | Roman Polanski | Roman Polanski, Yvonne Furneaux, John Fraser, Ian Hendry | Royaume-Uni |
| Le Couteau dans l'eau  | Roman Polanski | Leon Niemczyk, Jolanta Umecka, Zygmunt Malanowicz        | Pologne     |
| Chinatown              | Roman Polanski | Jack Nicholson, Faye Dunaway, John Huston, Perry Lopez   | États-Unis  |
| La Vénus à la fourrure | Roman Polanski | Emmanuelle Seigner, Mathieu Amalric                      | France      |

### Focus Grèce
| Titre     | Réalisation            | Distribution                                                        | Pays  |
| --------- | ---------------------- | ------------------------------------------------------------------- | ----- |
| Attenberg | Athiná-Rachél Tsangári | Ariane Labed, Vangelis Mourikis, Evangelia Randou, Yórgos Lánthimos | Grèce |
| Alps      | Yórgos Lánthimos       | Aggeliki Papoulia, Aris Servetalis, Johnny Vekris, Ariane Labed     | Grèce |
| Canine    | Yórgos Lánthimos       | Christos Stergioglou, Michele Valley, Aggeliki Papoulia, Mary Tsoni | Grèce |

### Programme jeunesse
| Titre                           | Réalisation    | Distribution                                                    | Pays                        |
| ------------------------------- | -------------- | --------------------------------------------------------------- | --------------------------- |
| Tomboy                          | Céline Sciamma | Zoé Héran, Malonn Lévana, Jeanne Disson :                       | France                      |
| Foxfire                         | Laurent Cantet | Katie Coseni, Raven Adamson, Madeleine Bisson, Claire Mazerolle | France, Royaume-Uni, Canada |
| The We and the I                | Michel Gondry  | Joe Mele, Meghan Murphy, Alex Barrios                           | États-Unis, Royaume-Uni     |
| La Vierge, les Coptes et moi... | Namir Messeeh  | Namir Abdel Messeeh, Siham Abdel Messeeh                        | France, Égypte, Qatar       |

## Palmarès

### Longs-métrages
- Lune d’or (grand prix du festival) : Tonnerre de Guillaume Brac
- Lune d'argent (prix du jury étudiant du meilleur long-métrage) : Die Welt de Alex Pitstra
- Prix du Syndicat de la Critique Française (qui récompense le meilleur long-métrage) : Les Interdits de Philippe Kotlarski et Anne Weil

### Courts-métrages
- Lune Blanche (grand prix du jury du meilleur court-métrage) - ex æquo :
  - Atlantic Avenue de Laure de Clermont-Tonnerre
  - Men of the Hearth de Andrew Kavanagh

## Jury et invités

### Jury
- Anne Parillaud, actrice (présidente du jury)  France
- Jonathan Caouette, réalisateur, acteur, producteur, scénariste et monteur  États-Unis
- Vimukthi Jayasundara, réalisateur  Sri Lanka
- Santiago Amigorena, scénariste, réalisateur, écrivain  Argentine
- Julie Depardieu, actrice  France

### Invités
- Abdellatif Kechiche, réalisateur
- Roman Polanski, réalisateur
- Abel Ferrara, réalisateur
- Ariane Labed, actrice
- Yorgos Lanthimos, réalisateur
- Katsuya Tomita, réalisateur
- Philippe Katerine et Antoine Mounier, musiciens
- Koudlam, musicien
- Marie Losier, réalisatrice
- Guillaume Brac, réalisateur
- Dinara Droukarova, actrice
- Diane Fleri, actrice
- Joe Lawlor, réalisateur
- Nathan Lofty, réalisateur
- Alex Pitstra, réalisateur
- Eva Pervolovici, réalisatrice
- Anne Wei, réalisateur
- Philippe Klotarski, réalisateur
- Davy Chou, réalisateur
- Zoé Héran, actrice
- Jean-Jacques Bernard, membre du jury critique
- Mélanie Carpentier, membre du jury critique
- Michael Ghennam, membre du jury critique
- Luce Vigo, président du prix Jean Vigo
- Agnès Wildenstein, membre du prix Jean Vigo
- Démosthènes Davvetas, artiste et conseiller culturel
- Jordan Mintzer, journaliste
- Boyd Van Hoedj, journaliste
- Mael Le Mée, maître de cérémonie